# Appetite for Destruction
Appetite for Destruction este primul și cel mai de succes album al formației hard rock americane Guns N' Roses. Albumul, lansat pe 21 iulie 1987 la Geffen Records, a fost bine primit de critici și a intrat în topul american Billboard 200. Până în septembrie 2008, albumul a fost certificat de 18 ori cu platină de către RIAA, fiind cea mai bine vândută înregistrare lansată de Geffen. Album a fost prezentat în cartea 1001 Albums You Must Hear Before You Die.

## Lista pieselor
| Nr.             | Titlu                   | Autor(i)                            | Lungime |  |
| 1.              | „Welcome to the Jungle” | Axl Rose, Slash                     | 4:34    |  |
| 2.              | „It's So Easy”          | Duff McKagan, West Arkeen           | 3:23    |  |
| 3.              | „Nightrain”             | Rose, McKagan, Izzy Stradlin, Slash | 4:29    |  |
| 4.              | „Out ta Get Me”         | Rose, Stradlin, Slash               | 4:25    |  |
| 5.              | „Mr. Brownstone”        | Stradlin, Slash                     | 3:49    |  |
| 6.              | „Paradise City”         | Rose, McKagan, Stradlin, Slash      | 6:46    |  |
| 7.              | „My Michelle”           | Rose, Stradlin                      | 3:40    |  |
| 8.              | „Think About You”       | Stradlin                            | 3:52    |  |
| 9.              | „Sweet Child o' Mine”   | Rose, Slash, Stradlin               | 5:55    |  |
| 10.             | „You're Crazy”          | Rose, Slash, Stradlin               | 3:17    |  |
| 11.             | „Anything Goes”         | Rose, Stradlin, Chris Weber         | 3:26    |  |
| 12.             | „Rocket Queen”          | Rose, Slash, Stradlin               | 6:13    |  |
| Lungime totală: | Lungime totală:         | Lungime totală:                     | 53:52   |  |

## Certificări
| Regiune | Certificări  | Vânzări     |
| --- | ------------ | ----------- |
| Argentina (CAPIF) | 3× Platinum  | 180.000x    |
| Austria (IFPI Austria) | Platinum     | 50.000x     |
| Brazilia (ABPD) | Platinum     | 250.000*    |
| Canada (Music Canada) | Diamond      | 1.000.000^  |
| Finlanda (Musiikkituottajat) | Gold         | 25,000      |
| Franța (SNEP) | 2× Gold      | 200.000*    |
| Germania (BVMI) | Platinum     | 500.000^    |
| Japonia (RIAJ) | Platinum     | 200.000^    |
| Italia (FIMI) | Gold         | 50.000*     |
| Mexic (AMPROFON) | Gold         | 100.000^    |
| Suedia (GLF) | Gold         | 50.000^     |
| Elveția (IFPI Switzerland) | Platinum     | 50.000x     |
| Regatul Unit (BPI) | 3× Platinum  | 900.000^    |
| Statele Unite (RIAA) | 18× Platinum | 18.000.000^ |
| *cifrele de vânzări sunt bazate pe un singur certificat ^cifrele cargo sunt bazate pe un singur certificat xcifrele nespecificate sunt bazate pe un singur certificat |              |             |